# Спенсер (Айова)
Спенсер (англ. Spencer) — город и административный центр округа Клей в Айове в Соединённых Штатах Америки расположенный в месте слияния рек Литл-Су и Очейедан.
Население составило 11 325 человек по переписи 2020 года, что чуть больше, чем 11 317 человек в 2000 году, но меньше чем в 2010 (11 463).

## История
Когда в 1851 году был основан округ Клей, в нем не было местного самоуправления, и официальные дела велись из Серджантс-Блафф, почти в 100 милях на реке Миссури. В 1859 году судья Хаббард из 4-го судебного округа Айовы уполномочил комитет найти место для административного центра округа. Этот комитет выбрал «Секцию 20 тауншипа Спенсер», расположенную примерно в центре округа недалеко от слияния «реки Су и ручья Очейдан», в качестве места для «резиденции правосудия». Окружной судья Чарльз Смельцер одобрил их план и начал подписывать документы с указанием местоположения «Спенсер, округ Клей, Айова», хотя он физически там не находился. Небольшая группа землевладельцев очистила территорию и разработала план города, но в то время в этой области не проживало людей. Большинство жителей округа Клей проживали в тауншипе Петерсон, в дальнем юго-восточном углу округа. По результатам голосования Петерсон был выбран в качестве окружного центра, и там было возведено здание суда. Место предполагаемого города оставалось необитаемым в течение многих лет, и эта территория получила название «Спенсер-Гров».
Первые поселенцы в том месте, где сейчас находится Спенсер, прибыли в Эмметсберг зимой 1865 года. Большинство мужчин были ветеранами Гражданской войны из Висконсина и претендовали на землю в соответствии с Законом о гомстедах 1862 года. Во время пребывания в Эмметсберге им рассказали о Спенсер-Гров, и они решили, что это будет хорошее место для основания своих гомстедов. Участок города был заложен Джоном Франклином Калкинсом; он, его семья и несколько других семей прибыли в Спенсер-Гров в мае 1866 года, и к ним тем же летом присоединилась ещё одна волна поселенцев. 20 сентября 1866 года был официально организован тауншип Спенсер-Гров; одним из преимуществ было то, что жители могли голосовать на местном уровне, а не ехать двадцать миль в Петерсон, административный центр округа и единственный инкорпорированный город в округе Клей. В октябре 1866 года местный житель Романзо Коутс был избран суперинтендантом общеобразовательных школ округа Клей; он основал первую школу на верхнем этаже своей хижины и назначил свою жену первой школьной учительницей.
В 1868 году Почтовая служба США разрешила открыть здесь почтовое отделение. Разрешение было выдано с оговоркой, что в Айове уже есть «Спенсер-Гров», поэтому жителям нужно было изменить название; горожане решили отказаться от «Гров», и с тех пор город назывался просто «Спенсер». Романзо Коутс, уже бывший суперинтендантом школ, также стал первым почтмейстером города, а его хижина использовалась в качестве первого почтового отделения.
В 1869 году Гарретт Марселлус переехал в Спенсер и основал водяную мельницу на реке Литл-Су примерно в одной миле ниже по течению. Это был первый настоящий бизнес Спенсера, помимо товаров, продаваемых из хижины Дж. У. Мастена. В 1870 году появилось еще несколько предприятий, среди них Peeso & Burgin's General Store и Tuttle & Smith, фургонная лавка, мясная лавка и кузница. 
План города Спенсер был подан 8 мая 1871 года и одобрен судьей Снайдером из 4-го окружного суда Айовы. Это знаменует официальное основание Спенсера. В том же году также появилось еще несколько предприятий, включая отель и хозяйственный магазин.
Пожар 1931 года, вызванный упавшим бенгальским огнем, уничтожил более 100 зданий в городе. В 1936 года аналогичный пожар произошел в городе Ремсен, после этого законодатели штата запретили почти все фейерверки вплоть до 2017 года, когда был принят чуть более мягкий закон. 
В Спенсере проходит ярмарка округа Клей, которая проводится ежегодно в сентябре и собирает в среднем более 300 тысяч посетителей.

## География
Город Спенсер находится в месте слияния рек Литл-Су и Очейедан.
По данным Бюро переписи населения США, общая площадь города составляет 11,18 квадратных миль (28,96 км2), из которых 11,01 квадратных миль (28,52 км2) приходится на сушу, а 0,17 квадратных миль (0,44 км2) — на воду.